# Szintektikum
A kétkomponensű (binér) rendszerekben a Gibbs-féle fázistörvény értelmében az egymással egyensúlyban lévő fázisok száma maximálisan 3 lehet, ha csak kondenzált – tehát folyadék és/vagy szilárd halmazállapotú – fázisok alkotják a rendszert. A szintektikus fázisátalakulás egyike az ilyen háromfázisú folyamatnak, amely izoterm körülmények között játszódik le.
. 

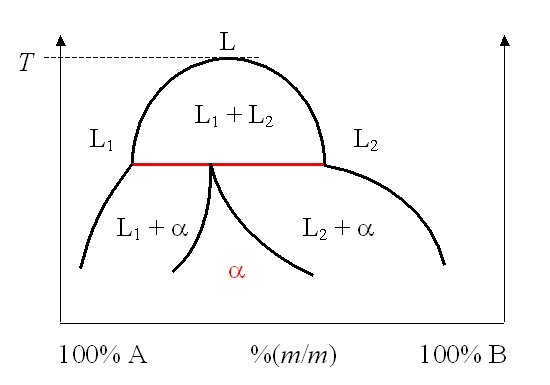
Binér fázisdiagram: L – homogén olvadék, L_{1} – A-ban dúsabb olvadék, L_{2} – B-ben dúsabb A–B olvadék, a – szilárd oldat, szintektikum

Egyes folyadékok – nagyobb hőmérsékleten olvadékok – bizonyos hőmérséklet alatt csak korlátozottan elegyednek. Ilyen kétkomponensű heterogén rendszerekben fordul elő, hogy a folyadékfázisok kölcsönhatásaként izoterm folyamatban szilárd oldat kristályosodik. 
A kétkomponensű rendszerben végbemenő szintektikus folyamatban – hőelvonás közben – az L1 A-ban dúsabb olvadékból és az L2  B-ben dúsabb olvadékból a szintektikus hőmérsékleten α szilárd oldat képződik.
Az ábra jelöléseit figyelembe véve a fázisátalakulás az alábbi egyenlettel írható le:
{\displaystyle \mathrm {L} _{1}+\mathrm {L} _{2}\ \rightleftharpoons \ \alpha \ }
ahol 
α az A-B szilárd oldat jele,
L1 az A komponensben dúsabb olvadék jele,
L2 a B komponensben dúsabb olvadék jele.
A mellékelt fázisdiagram abszcisszáján A és B koncentrációja, például tömegszázalékban, az ordinátán pedig a hőmérséklet látható. Az ábra olyan kétkomponensű rendszer fázisdiagramját mutatja, amelyben két – egymással korlátozottan elegyedő olvadékból izoterm folyamatban egy szilárd oldat képződik. 
A szintektikus fázisátalakulás reverzibilis folyamat. A szintektikus hőmérsékleten hőközlés hatására a folyamat fordított irányba játszódik le.